# Crambeidae
Crambeidae é uma família de esponjas marinhas da ordem Poecilosclerida.

## Gêneros
- Crambe Vosmaer, 1880
- Discorhabdella Dendy, 1924
- Lithochela Burton, 1929
- Monanchora Carter, 1883